# ZNF300
ZNF300‏ (Zinc finger protein 300) هوَ بروتين يُشَفر بواسطة جين ZNF300 في الإنسان.